# Dzoungars
Cet article concerne peuple dzoungar. Pour l'empire fondé par le peuple dzoungar, voir Khanat dzoungar.

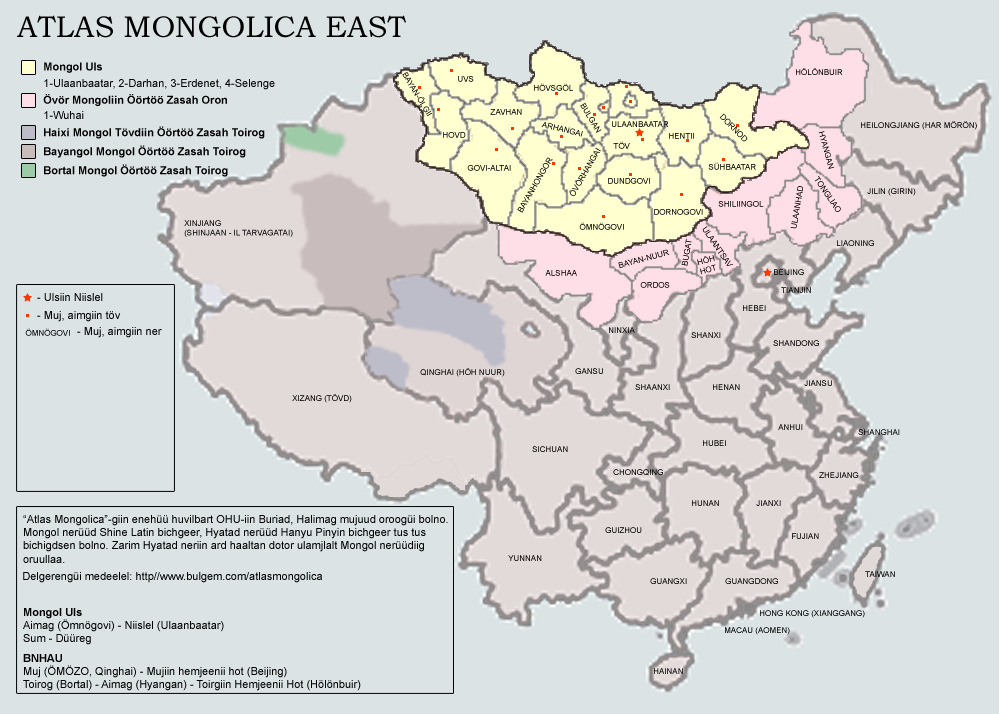
En gris Régions chinoises habités par les mongols, On y voit l'importance que représentait le Khanat des Dzoungars sur la Région autonome du Xinjiang et la province du Qinghai.

Le nom de Dzoungars ou Züüngars (mongol : ᠵᠡᠭᠦᠨ
ᠭᠠᠷ, VPMC : jegün ɣar, cyrillique : Зүүнгар, MNS : züüngar littéralement : main gauche ou main orientale ou encore bras gauche ou bras oriental), également parfois nommés Tchoros (l'un de ses clans), fait référence aux dynasties mongoles (issue des Oïrats) qui formèrent et peuplèrent ce qu'on appela après leur arrivée la Dzoungarie, région située entre l'Altaï et le Tian Shan, actuellement en territoire chinois, aux XVIIe et XVIIIe siècles. Historiquement, ils ont été l'un des principaux clan aristocratique de la confédération des Quatre Oïrats.
Dzoungar, le "bras gauche", sont les Mongols occidentaux (zuun signifiant pourtant à la fois gauche et oriental).

Ils sont appelés ainsi par opposition aux Mongols orientaux, également appelés les Baruungar (mongol : ᠪᠠᠷᠠᠭᠤᠨ
ᠭᠠᠷ, cyrillique : баруун гар) ou bras droits, baruun, signifiant pourtant à la fois droit et occidental .
En 2010, 15 520 personnes ont affirmé être d'ascendance « Ööled » (oïrat) en Mongolie. Un nombre inconnu de descendants Dzoungars vivent également en Chine, en Russie et au Kazakhstan.

## Histoire
Au XVIIe siècle, les Khalkhas de l'Altyn Khan repoussent les Oïrats, provoquant chez les Mongols occidentaux des guerres intestines. Repoussant les Tchoros, de la région de Kobdo jusqu'au haut Iénissei, ces derniers repoussèrent alors les Torguts, dont le chef, Khou Ourlouk, abandonne la Dzoungarie en 1616 et migrèrent vers l'Ouest, en passant par les territoires des Kirghiz-Kazakhs, au Nord de l'Aral, ils s'établissent au bord de la mer Caspienne près de la basse Volga en 1632. En 1634, il installe les 50 000 tentes de son peuple à Astrakhan. Il fonde le khanat kalmouk au bord de la Volga.
Quelques années plus tard, entre 1636 et 1640, les Qoshots, dirigés par Güshi Khan, émigrent dans le Qinghai.
Ces Oïrats annexent le Mogholistan détenu par les Djaghataïdes à la demande de Ak-Taghlik, dans les années 1670, sous le commandement des Dzoungars (ou Tchoros), dans la vallée de l’Ili. Suivant l’ancienne organisation administrative et créent le Khanat dzoungar.
En 1676, Galdan devient le chef des Dzoungars (fin en 1697). Il dominera le bassin du Tarim en imposant la théocratie musulmane des Khodja (1678-1680).
Entre le 30 novembre et le 1er décembre 1717, des troupes dzoungars commandées par Tseren Dondov (ou Tséren Dondoub), cousin de Tsewang Rabdan, s'emparent de Lhassa et tuent Lhazang Khan, petit-fils de Güshi Khan, et dernier Roi Khoshut-Oïrats influent au Tibet,. Ils sont d’abord vus comme des libérateurs, avant qu’ils ne pillent et détruisent les monastères non gelugpa.
Kelzang Gyatso, 7e dalaï-lama, est soustrait aux Dzoungars par son père et se réfugie au monastère de Kumbum, dans la province de Qinghai au nord-est du Tibet où il se retrouve protégé par la dynastie Qing mandchoue, sous le règne de Kangxi.
Le 24 septembre 1720, les troupes de l'empereur de Chine, mandchou, de la dynastie Qing, Kangxi reprennent Lhassa. Le 20 octobre, ils escortent Kelsang Gyatso depuis le monastère Kumbum jusqu'à Lhassa et le placent sur le trône comme VIe dalaï-lama. Un ambam y est placé et des troupes y resteront jusqu'à la chute de la dynastie en 1912.

## Reconquête Mandchoue

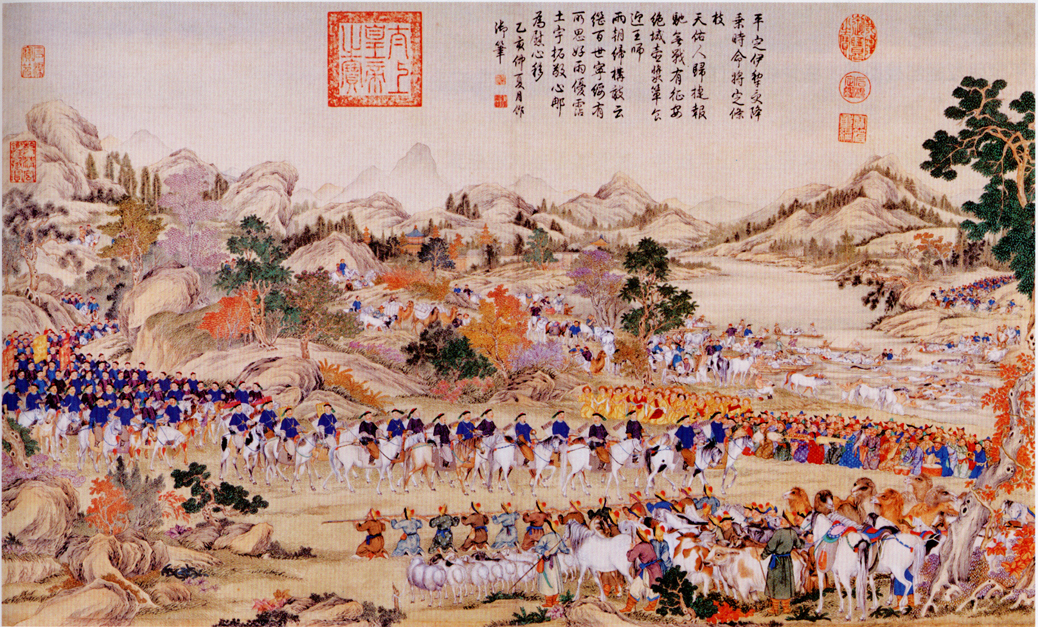
Entrée des troupes mandchoues près du fleuve Yili en 1755, se rendant sans combattre (An Deyi (安德義)

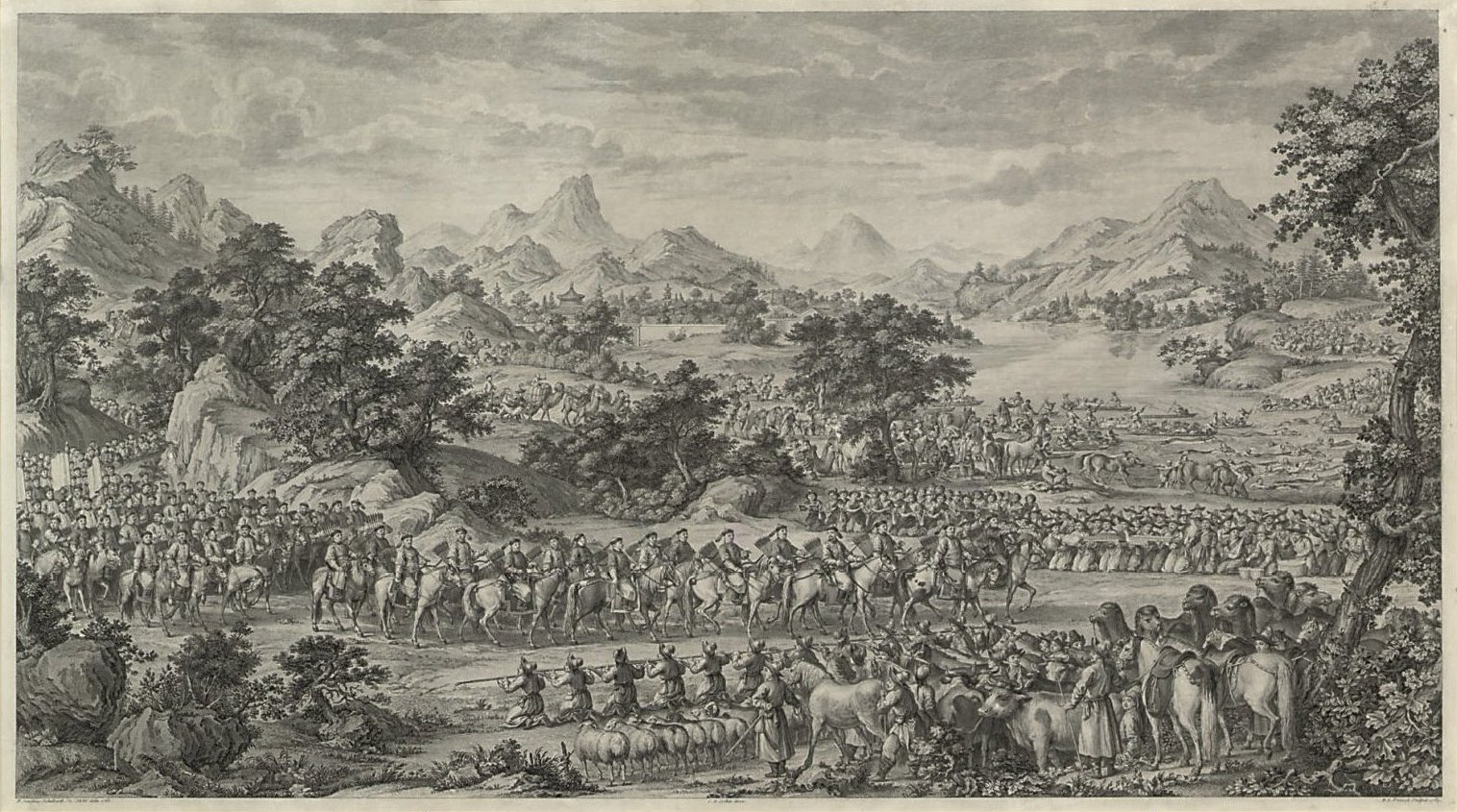
Même scène gravée par Jean Damascene

Tsewang Rabdan continue ses conquêtes et prend les territoires des Khalkhas en Mongolie-Extérieure.
En 1720, les troupes de Kangxi reprennent Lhassa et y remettent Kelzang Gyatso, 7e dalaï-lama sur le trône religieux du Tibet.
Vers 1731, les Dzoungars conduits par Tsewang Rabdan continuent leurs conquêtes et prennent certaines parties des territoires des Khalkhas en Mongolie-Extérieure, mais ces derniers, les repoussent. 
En 1732, les Dzoungars partent d'Urumqi pour tenter les garnisons mandchoues d'Hami mais échouent
En 1735, Yongzheng offre un accord à Galdan Tseren.
En 1757, sous le règne de l'empereur mandchou Qianlong, la Dzoungarie est annexée après une campagne brutale. Wei Yuan estime au XIXe siècle que la population totale des Dzoungars avant la conquête était de 600 000 personnes, et que parmi la moitié comptée, 40 % moururent de la variole, 20 % s'enfuirent vers la Russie et les tribus kazakhes, et 30 % furent tués par l'armée impériale. Wen-Djang Chu a résumé le récit de Wei Yuan en disant que 80 % des Dzoungars furent détruits par la maladie et la guerre, ce qui a été repris par Clarke. Le pays est alors repeuplé par des musulmans de Kachgarie (Tarantchis) et du Gansu (Dounganes).